# Округ Вошингтон (Јута)
Округ Вошингтон (енгл. Washington County) је округ у америчкој савезној држави Јута. По попису из 2010. године број становника је 138.115.

## Демографија
Према попису становништва из 2010. у округу је живело 138.115 становника, што је 47.761 (52,9%) становника више него 2000. године.
| Група             | 2000.          | 2010.           |
| Белци             | 82.293 (91,1%) | 118.282 (85,6%) |
| Афроамериканци    | 186 (0,2%)     | 790 (0,6%)      |
| Азијати           | 405 (0,4%)     | 982 (0,7%)      |
| Хиспаноамериканци | 4.727 (5,2%)   | 13.486 (9,8%)   |
| Укупно            | 90.354         | 138.115         |